# Kotlovina
Kotlovina je tradicionalno pripremano mesno jelo u sjevernoj Hrvatskoj i Sloveniji. Najčešće se priprema u vrtu, pred kućom ili u prirodi.
Priprema se u plitkom velikom tanjuru koji se nalazi iznad vatre. Tanjur je uglavnom iz lijevanog željeza, inoxa ili rjeđe aluminija koje se nalazi na postolju s ložištem. Vatra može biti naložena od drva ili na plin. 
Meso za kotlovinu može biti miješano od više vrsta, kobasica i povrća. Postoje razni recepti za pripremu, a marinada se sastoji uglavnom od soli, papra, vegete i ulja. Poslužuje se s prilozima, najčešće s kuhanim ili pečenim krumpirom, te salatom. 